# Purr-Chance to Dream
«Purr-Chance to Dream» (рус. Мечтать не вредно; Такое и во сне не приснится; Вот тебе такие мечты во сне; Спящему коту не такое снилось) — 161-й эпизод серий короткометражек «Том и Джерри». Это последний 34 эпизод мультфильма о Томе и Джерри, над которым работал режиссёр Чак Джонс и его команда анимации Кен Харрис, Дон Тоусли, Том Рэй, Дик Томпсон, Бен Уошам. Это также последняя работа композитора Карла Брандта. В этом мультфильме режиссёр Бен Уошам давний аниматор Чака Джонса. Дата выпуска 26 сентября 1967 года.

## Сюжет
Том просыпается после кошмара, в котором его превратил в форму гвоздя и вбил в землю гигантский бульдог. Когда он видит, что Джерри ловит кость, он щелкает по кости пальцем, а затем Джерри бьет его им по голове и убегает, останавливаясь у гигантской собачьей будки. Когда Том приближается к нему, он понимает, что это был не сон, и в ужасе убегает.
Вместо этого выходит маленький бульдог (впервые увиденный в эпизоде "Кошачье мяу"). Когда Том хватает Джерри, бульдог хватает его за хвост и быстро разъедает шерсть Тома, кружась в тумане, пока Том не превращается в буквально куски колбасы, за исключением его головы, и бьёт по голове, вбивая в землю. Джерри гладит бульдога в качестве награды, в которой бульдог лижет Джерри в лицо и прижимается к нему.
У Тома было несколько попыток поймать Джерри, он даже пытался атаковать собаку молотом, набивал большую кость гранатой, обрызгивал себя репеллентом для собак и, наконец, играл с собакой, бросая палку в сейф и швыряя ею безопасно в глубокую яму.
Однако каждый раз, когда крохотному щенку удается съесть Тома, и в последней попытке, когда он хватает мышь, щенку удается разжевать шерсть Тома, пока он снова не превращается в кусочки колбасы.
Том наконец просыпается, иначе говоря, это оказался очередной кошмарный сон, который ему приснился, и он принимает лекарство и играет мягкий джаз на пластинке, прежде чем снова заснуть и спокойно мечтать о том, чтобы его снова врезали в землю, что для Тома не кажется таким страшным и теперь стало довольно приятным, в конце концов, это лучше, чем иметь дело с этой крошечной собачкой.

## Создатели

### Мультипликаторы
- Дон Тоусли
- Том Рэй
- Дик Томпсон
- Кен Харрис
- Филипп Роман

### Планировка
- Дон Морган
- Роберт Гивенс

#### Помощник планировки
- Банально Коул

### Остальное
Фоны — Филипп ДеГард

#### Графика
- Дон Фостер

##### Советник графики
- Морис Ноубл

Консультант по дизайну-Морис Ноубл
Анимационные эффекты-Гари Лов
Исполнительный продюсер-Эрл Джонс
Автор сценария-Ирв Спектор
Композитор-Карл Брандт
Режиссёр Бен Уошам
Руководитель производства-Лес Голдман
Продюсер-Чак Джонс